# Liga 2 (Indonesien)
Die Liga 2, bis 2017 Liga Indonesia Premier Division, ist die zweithöchste Fußballliga Indonesiens.

## Spielmodus
Der Spielmodus wechselte bereits mehrfach, fast jährlich. Von 2011 bis 2013 gab es zwei parallele zweite Ligen für die zwei konkurrierenden ersten Ligen (die Parallelliga in kursiv). Die Saison 2015 wurde abgebrochen und die Saisons 2016 und 2020 nicht ausgetragen. Der Gewinner und die Aufsteiger werden immer über eine Finalrunde ermittelt.
| Spielzeiten    | Staffeln | Teams                                 | Runden                                                     | Aufsteiger in die erste Liga                                       | Absteiger in die Drittklassigkeit                 |
| -------------- | -------- | ------------------------------------- | ---------------------------------------------------------- | ------------------------------------------------------------------ | ------------------------------------------------- |
| 2008/09        | 2        | 29 (15 in Staffel 1, 14 in Staffel 2) | 3 (Erste Runde, Zweite Runde und Finalrunde)               | 3 + 1 möglicher Relegationsgewinner (4. gegen 15. der ersten Liga) | 3 (14. & 15. der Staffel 1 und 14. der Staffel 2) |
| 2009–2011      | 3        | 33 (je 11 pro Staffel)                | 3 (Erste Runde, Zweite Runde und Finalrunde)               | 3 (Platz 1–3 der Finalrunde)                                       | keine                                             |
| 2011/12 (LI)   | 2        | 22 (11 pro Staffel)                   | 3 (Erste Runde, Zweite Runde und Finalrunde)               | 2 + 1 möglicher Relegationsgewinner (3. gegen 15. der ersten Liga) | 6 (die letzten 3 jeder Staffel)                   |
| 2011/12 (LPIS) | 3        | 28 (9/10 pro Staffel)                 | 2 (Erste Runde und Finalrunde)                             | 3 (Platz 1-3 der Finalrunde)                                       | 10                                                |
| 2013 (LI)      | 5        | 39 (6–9 pro Staffel)                  | 3 (Erste Runde, Zweite Runde und Finalrunde)               | 3 (Platz 1–3 der Finalrunde)                                       | keine                                             |
| 2013 (LPIS)    | 2        | 21 (10/11 pro Staffel)                | 2 (Erste Runde und Finalrunde)                             | keine                                                              | keine                                             |
| 2014           | 8        | 62 (7/8 pro Staffel)                  | 4 (Erste Runde, Zweite Runde, Dritte Runde und Finalrunde) | 2 (Finalisten)                                                     | 13 (7. und 8. jeder Staffel)                      |
| 2017           | 8        | 61 (7/8 pro Staffel)                  | 4 (Erste Runde, Zweite Runde, Dritte Runde und Finalrunde) | 3 (Platz 1–3 der Finalrunde)                                       | 11 (ausgespielt in Abstiegs-Play-Offs)            |
| 2018–2020      | 2        | 24 (12 pro Staffel)                   | 3 (Erste Runde, Zweite Runde und Finalrunde)               | 3 (Platz 1–3 der Finalrunde)                                       | 6 (die letzten 3 jeder Staffel)                   |
| 2021/22        | 4        | 24 (6 pro Staffel)                    | 3 (Erste Runde, Zweite Runde und Finalrunde)               | 3 (Platz 1–3 der Finalrunde)                                       | 4 (Letzter jeder Staffel)                         |

## Geschichte
Die Liga fungiert seit 2008 als zweithöchste Spielklasse, nachdem die Indonesia Super League (ISL) als höchste Spielklasse gegründet wurde. Nach einigen Namensänderungen läuft die Liga seit 2017 unter dem Namen Liga 2. Die ersten drei steigen in die Liga 1 auf. Die Saison 2020 wurde aufgrund der Covid19-Pandemie abgebrochen.

## Zweitligameister
| Saison        | Name der Liga       | Meister                                          | Ergebnis                                         | Vizemeister                                      | weitere(r) Aufsteiger                            |
| ------------- | ------------------- | ------------------------------------------------ | ------------------------------------------------ | ------------------------------------------------ | ------------------------------------------------ |
| 2008/09       | Liga Utama Esia     | Persisam Putra Samarinda                         | 1:0                                              | Persema Malang                                   | PSPS Pekanbaru, Persebaya Surabaya               |
| 2009/10       | Liga Joss Indonesia | Persibo Bojonegoro                               | 3:1 (n. E.)                                      | Deltras Sidoarjo                                 | Semen Padang                                     |
| 2010/11       | Liga Tiphone        | Persiba Bantul                                   | 1:0                                              | Persiraja Banda Aceh                             | Mitra Kukar, Persidafon Jayapura                 |
| 2011/12       | Divisi Utama        | Barito Putera                                    | 2:1                                              | Persita Tanggerang                               | Madura United                                    |
| 2011/12(LPIS) | Divisi Utama        | Persepar Palangkaraya                            | Gruppe                                           | Pro Duta                                         | Perseman Manokwari                               |
| 2013          | Divisi Utama        | Persebaya                                        | 2:0                                              | Perseru Serui                                    | Persik Kediri                                    |
| 2013(LPIS)    | Divisi Utama        | PSS Sleman*                                      | 2:1                                              | Lampung FC*                                      | *keine Aufsteiger, auch nicht die Finalisten     |
| 2014          | Divisi Utama        | Pusamania Borneo                                 | 2:1                                              | Persiwa Wamena                                   | -                                                |
| 2015          | Divisi Utama        | aufgrund einer Sperre durch die Fifa abgebrochen | aufgrund einer Sperre durch die Fifa abgebrochen | aufgrund einer Sperre durch die Fifa abgebrochen | aufgrund einer Sperre durch die Fifa abgebrochen |
| 2017          | Liga 2              | Persebaya Surabaya                               | 3:2                                              | PSMS Medan                                       | PSIS Semarang                                    |
| 2018          | Liga 2              | PSS Sleman                                       | 2:0                                              | Semen Padang                                     | Kalteng Putra                                    |
| 2019          | Liga 2              | Persik Kediri                                    | 3:2                                              | Persita Tangerang                                | Persiraja Banda Aceh                             |
| 2020          | Liga 2              | aufgrund der Covid-19-Pandemie abgebrochen       | aufgrund der Covid-19-Pandemie abgebrochen       | aufgrund der Covid-19-Pandemie abgebrochen       | aufgrund der Covid-19-Pandemie abgebrochen       |
| 2021/22       | Liga 2              | Persis Solo                                      | 2:1                                              | RANS Cilegon                                     | Dewa United                                      |
| 2022/23       | Liga 2              | Abbruch                                          | Abbruch                                          | Abbruch                                          | Abbruch                                          |
| 2023/24       | Liga 2              | PSBS Biak                                        | 6:0 3:0 / 3:0                                    | Semen Padang                                     | Malut United                                     |

## Vereine der Liga 2 in der Saison 2021/22
Die Liga ist in zwei Staffeln unterteilt, in eine Weststaffel (Barat) und eine Oststaffel (Timur) mit jeweils 12 Mannschaften.
| Mannschaft         | Standort         | Stadion              | Kapazität |
| ------------------ | ---------------- | -------------------- | --------- |
| BaBel United       | Pangkal Pinang   | Depati Amir          | 15.000    |
| Badak Lampung      | Bandar Lampung   | Sumpah Pemuda        | 15.000    |
| RANS Cilegon       | Cilegon          | Krakatau Steel       | 5.000     |
| Hizbul Wathan      | Sidoarjo         | Stadion Gelora Delta | 35.000    |
| Kalteng Putra      | Palangkaraya     | Tuah Pahoe           | 5.000     |
| Dewa United        | Tangeran Selatan | Indomilk Arena       | 15.000    |
| Mitra Kukar        | Tenggarong       | Rondong Deman        | 6.000     |
| Persekat           | Kabupaten Tegal  | Tri Sanja            | 5.000     |
| Perserang Serang   | Serang           | Maulana Yusuf        | 15.000    |
| Persewar Waropen   | Pasuruan         | Untung Suropati      | 5.000     |
| Persiba Balikpapan | Balikpapan       | Batakan              | 40.000    |
| Persijap Jepara    | Jepara           | Gelora Bumi Kartini  | 20.000    |
| Persis Solo        | Surakarta        | Manahan Stadium      | 20.000    |
| PSBS Biak          | Biak             | Cendrawasih          | 15.000    |
| PSCS Cilacap       | Cilacap          | Wijayakusuma         | 15.000    |
| PSIM Yogyakarta    | Yogyakarta       | Mandala Krida        | 35.000    |
| PSKC Cimahi        | Cimahi           | Siliwangi            | 15.000    |
| PSMS Medan         | Medan            | Teladan              | 20.000    |
| PSPS Riau          | Pekanbaru        | Kaharudin Nasution   | 30.000    |
| AHHA PS Pati       | Pati             | Soekarno Mojoagung   | 25.000    |
| Semen Padang       | Padang           | Haji Agus Salim      | 15.000    |
| Sriwijaya FC       | Palembang        | Gelora Sriwijaya     | 23.000    |
| Sulut United       | Manado           | Klabat               | 10.000    |
| Tiga Naga          | Bangkinang       | Tuanku Tambusai      | 10.000    |

## Spieler

### Ausländische Spieler
In der Liga 2 dürfen keine ausländischen Spieler spielen. Es gibt aber vereinzelt eingebürgerte ausländische Spieler, wie beispielsweise bei Persis Solo.